# Exocelina saltusholmesensis
Exocelina saltusholmesensis es una especie de escarabajo del género Exocelina, familia Dytiscidae. Fue descrita científicamente por Watts, Hendrich & Balke en 2016.

## Distribución geográfica
Habita en Australia.